# فضيحة إنرون

شعار شركة إنرون

فضيحة إنرون عبارة عن فضيحة محاسبية [الإنجليزية] لشركة إنرون، وهي شركة طاقة أمريكية مقرها هيوستن في ولاية تكساس. أُعلن عنها في أكتوبر 2001، وأدت إلى إفلاس الشركة، والحل الفعلي لشركة آرثر آندرسن، التي كانت واحدة من أكبر خمس شركات تدقيق ومحاسبة في العالم. بالإضافة إلى كونها أكبر عملية إعادة تنظيم إفلاس في التاريخ الأمريكي في ذلك الوقت، وصارت إنرون موضع استشهاد باعتبارها أكبر فشل في التدقيق.:61
أسس كينيث لاي شركة إنرون في 1985  م بعد دمج هيوستن للغاز الطبيعي [الإنجليزية] وإنترونورث [الإنجليزية] بعد عدة سنوات، عندما عُين جيفري سكيلنغ [الإنجليزية]، طور فريقًا من المديرين التنفيذيين تمكنوا من إخفاء مليارات الدولارات من الديون من الصفقات والمشاريع الفاشلة(1). ضلل المدير المالي أندرو فاستو [الإنجليزية] والمسؤولون التنفيذيون الآخرون مجلس إدارة إنرون ولجنة التدقيق بشأن ممارسات المحاسبة عالية المخاطر وضغطوا على آرثر أندرسن لتجاهل هذه المشكلات.
رفع مساهمو إنرون دعوى قضائية بقيمة 40 مليار دولار بعد أن انخفض سعر سهم الشركة، الذي حقق ارتفاعًا قدره 90.75 دولارًا أمريكيًا للسهم الواحد في منتصف 2000  م، إلى أقل من دولار واحد بحلول نهاية نوفمبر 2001. بدأت لجنة الأوراق المالية والبورصات الأمريكية (SEC) تحقيقًا، وعرض المنافس من هيوستن دينجي شراء الشركة بسعر منخفض للغاية، لكن الصفقة فشلت ففي 2 ديسمبر 2001، رفعت إنرون دعوى الإفلاس بموجب الفصل 11 [الإنجليزية] من قانون الإفلاس بالولايات المتحدة [الإنجليزية]. جعلت أصول إنرون البالغة 63.4 مليار دولار منها أكبر إفلاس شركة في تاريخ الولايات المتحدة حتى فضيحة وورلدكوم [الإنجليزية] في العام التالي.
وُجهت لائحة اتهام للعديد من المديرين التنفيذيين في شركة إنرون على شكل مجموعة متنوعة من التهم، وحُكم على بعضهم فيما بعد بالسجن. أُدين آرثر أندرسن بتهمة إتلاف الوثائق ذات الصلة بتحقيق هيئة الأوراق المالية والبورصات بشكل غير قانوني، والتي ألغت ترخيصها لمراجعة حسابات الشركات العامة وأغلقت الشركة فعليًا. بحلول الوقت الذي أُلغي فيه الحكم [الإنجليزية] في المحكمة العليا الأمريكية، فقد آرثر أندرسن غالبية عملائه وتوقف عن العمل. تلقى موظفو ومساهمو إنرون عوائد محدودة في الدعاوى القضائية، على الرغم من خسارة المليارات في معاشات التقاعد وأسعار الأسهم.
نتيجة للفضيحة، سُنت لوائح وتشريعات جديدة لتوسيع دقة التقارير المالية للشركات العامة. زاد جزء من التشريع، قانون ساربينز أوكسلي، من العقوبات على إتلاف أو تغيير أو تلفيق السجلات في التحقيقات الفيدرالية أو لمحاولة الاحتيال على المساهمين. كما زاد القانون من مساءلة شركات التدقيق للبقاء غير منحازة ومستقلة عن عملائها.

## صعود إنرون

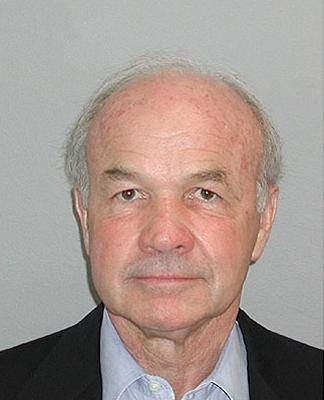
كينيث لاي في يوليو 2004

في 1985  م، دمج كينيث لاي شركات خطوط أنابيب الغاز الطبيعي التابعة لهيوستن للغاز الطبيعي [الإنجليزية] وإنترونورث [الإنجليزية] مشكلًا شركة إنرون.:3 في أوائل التسعينيات، ساعد كينيث في بدء بيع الكهرباء بأسعار السوق، وبعد فترة وجيزة، وافق الكونغرس على تشريع يرفع القيود أيضًا عن بيع الغاز الطبيعي. أتاحت الأسواق الناتجة للمتداولين مثل إنرون بيع الطاقة بأسعار أعلى، وبالتالي زيادة إيراداتهم بشكل كبير. بعد أن شجب المنتجون والحكومات المحلية تقلب الأسعار الناتج وطالبوا بزيادة التنظيم، منع الضغط القوي من جانب إنرون وآخرين مثل هذا التنظيم.
نظرًا لتموضع شركة إنرون كأكبر بائع للغاز الطبيعي في أمريكا الشمالية بحلول 1992  م، فقد كسبت من تداولها لعقود الغاز 122 مليون دولار(2)، وهو ثاني أكبر مساهم في صافي دخل الشركة. سمح إنشاء موقع تداول إنرون أونلاين (EnronOnline) في نوفمبر 1999 للشركة بإدارة أعمال تداول العقود بشكل أفضل.:7
اتبعت إنرون إستراتيجية التنويع في محاولة لتحقيق المزيد من النمو، فامتلكت الشركة وأدارت مجموعة متنوعة من الأصول بما في ذلك خطوط أنابيب الغاز ومحطات الكهرباء ومصانع الورق ومحطات المياه وخدمات النطاق العريض في جميع أنحاء العالم. اكتسبت الشركة أيضًا إيرادات إضافية من خلال تداول العقود لنفس مجموعة المنتجات والخدمات التي شاركت فيها.:5 وشمل ذلك إنشاء محطات توليد الطاقة في البلدان النامية والأسواق الناشئة بما في ذلك الفلبين (خليج سوبيك [الإنجليزية]) وإندونيسيا والهند (دابهول [الإنجليزية]).
زاد مخزون إنرون من بداية التسعينيات وحتى نهاية 1998  م بنسبة 311٪، وهي نسبة أعلى بشكل طفيف من متوسط معدل النمو في مؤشر ستاندرد أند بورز 500:1 ومع ذلك، فقد ارتفع السهم بنسبة 56٪ 1999  م و87٪ أخرى 2000  م، مقارنة بزيادة قدرها 20٪ وانخفاض بنسبة 10٪ للمؤشر خلال نفس السنوات. بحلول 31 ديسمبر 2000، كان سعر سهم إنرون 83.13 دولارًا، وتجاوزت قيمتها السوقية 60 مليار دولار، و 70 ضعفًا للأرباح وست مرات صافي قيمة الأصول، وهو مؤشر على التوقعات العالية لسوق الأسهم بشأن آفاقها المستقبلية. بالإضافة إلى ذلك، صُنفت إنرون على أنها أكثر الشركات الكبرى إبداعًا في أمريكا في استطلاع فورتشن للشركات الأكثر إعجابًا.:1

## أسباب السقوط

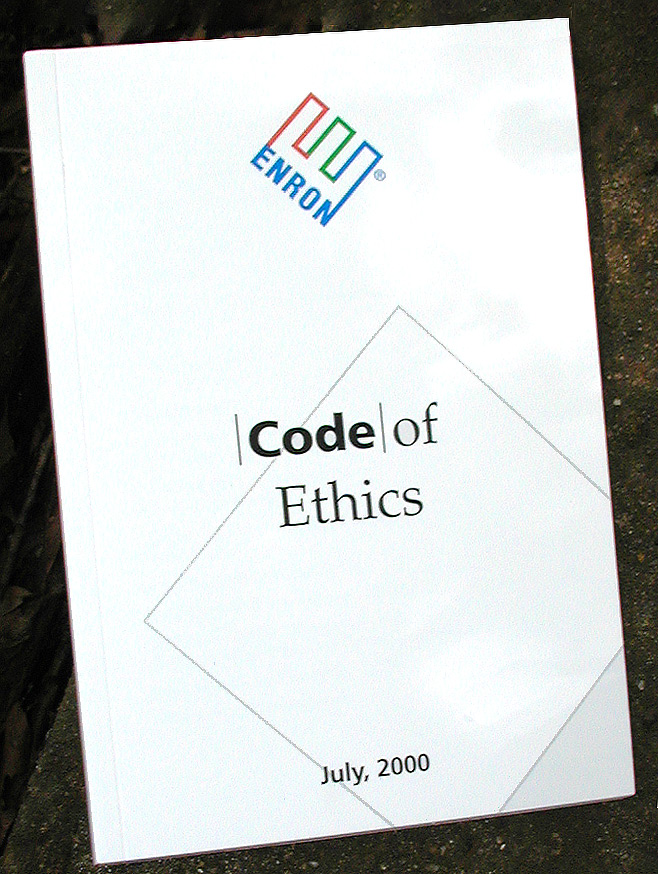
وكان صاحب فضيحة المحاسبة قد نشر في وقت سابق دليل الأخلاق

كانت البيانات المالية المعقدة لشركة إنرون مربكة للمساهمين والمحللين.:6 بالإضافة إلى ذلك، تَطَلّب نموذج أعمالها المعقد والممارسات غير الأخلاقية أن تستخدم الشركة قيودًا محاسبية لتحريف الأرباح وتعديل الميزانية العمومية لتوحي إلى الأداء الإيجابي.:9 علاوة على ذلك، أثبتت بعض المشاريع التجارية المضاربة أنها كارثية.
أدى الجمع بين هذه المشكلات لاحقًا إلى إفلاس الشركة، واستمر معظمها م بالمعرفة غير المباشرة أو الإجراءات المباشرة لكل من لاي، وجيفري سكيلنغ [الإنجليزية] وأندرو فاستو [الإنجليزية] ومديرين تنفيذيين آخرين مثل ريبيكا مارك [الإنجليزية]. شغل لاي منصب رئيس مجلس إدارة الشركة في سنواتها القليلة الماضية، ووافق على إجراءات سكيلينغ وفاستو، على الرغم من أنه لم يستفسر دائمًا عن التفاصيل. ركز سكيلنغ باستمرار على تلبية توقعات وول ستريت ودعا إلى استخدام محاسبة القيمة حسب السوق(3) وضغوط المديرين التنفيذيين لشركة انرون لإيجاد طرق جديدة لإخفاء ديونها. أنشأ فاستو وغيره من المديرين التنفيذيين «أدوات خارج الميزانية، وهياكل تمويل معقدة، وصفقات محيرة للغاية لدرجة أن قلة من الناس يستطيعون فهمها.»:132–133

### تحقيق الإيرادات
حققت إنرون وموردو الطاقة الآخرون أرباحًا من خلال تقديم خدمات مثل تجارة الجملة وإدارة المخاطر بالإضافة إلى بناء وصيانة محطات الطاقة الكهربائية وخطوط أنابيب الغاز الطبيعي ومرافق التخزين والمعالجة. يُسمح للتجار بالإبلاغ عن سعر البيع كإيرادات وتكاليف المنتجات كتكلفة للبضائع المباعة وذلك عند قبول مخاطر شراء وبيع المنتجات. في المقابل، يقدم «الوكيل» خدمة للعميل، لكنه لا يتحمل نفس المخاطر التي يتحملها التجار في البيع والشراء. يجوز لمقدمي الخدمات، عند تصنيفهم وكلاءً، الإبلاغ عن رسوم التداول والسمسرة كإيرادات، وإن لم يكن ذلك بالنسبة للقيمة الكاملة للمعاملة.:101–103
على الرغم من أن شركات التداول مثل غولدمان ساكس وميريل لينش استخدمت «نموذج الوكيل» التقليدي للإبلاغ عن الإيرادات(4)، اختارت إنرون بدلاً من ذلك الإبلاغ عن القيمة الكاملة لكل من صفقاتها كإيرادات. اعتبر «نموذج التاجر» هذا أكثر جرأة في التفسير المحاسبي من نموذج الوكيل.:102 اعتمدت شركات أخرى في صناعة تجارة الطاقة طريقة إنرون للإبلاغ عن عائدات التداول المتضخمة لاحقًا في محاولة للبقاء في المنافسة مع الزيادة الكبيرة في إيرادات الشركة. انضمت شركات طاقة أخرى مثل ديوك إنيرجي [الإنجليزية] وروليان اينرجي [الإنجليزية] ودينجي إلى إنرون في قائمة أكبر 50 شركة من قائمة فورتشين 500 المبنية على حجم الإيرادات ويرجع ذلك أساسًا إلى اعتمادها لنفس طريقة إنرون في حساب إيرادات التداول.:105
بين عامي 1996 و 2000، زادت إيرادات إنرون بأكثر من 750٪، حيث ارتفعت من 13.3 مليار دولار في عام 1996  م إلى 100.8 مليار دولار في عام 2000  م. كان هذا التوسع بنسبة 65٪ سنويًا غير مسبوق في أي صناعة، بما في ذلك صناعة الطاقة، والتي تعتبر نموًا بنسبة 2-3٪ سنويًا أمرًا محترمًا. خلال الأشهر التسعة الأولى فقط من عام 2001  م، سجلت إنرون إيرادات بقيمة 138.7 مليار دولار، مما جعلها في المرتبة السادسة في قائمة فورتشن غلوبال 500.:97–100
استخدمت إنرون أيضًا حيلًا محاسبية إبداعية وأخطأت في تصنيف معاملات القروض كمبيعات قريبة من المواعيد النهائية لتقديم التقارير ربع السنوية، على غرار مخطط ريبو 105 لليمان براذرز في الأزمة المالية لعام 2008  م، أو إخفاء جولدمان ساكس لمقايضة العملات للديون اليونانية. في حالة إنرون، اشترت ميريل لينش صنادل نيجيرية بضمان إعادة الشراء من قبل إنرون قبل وقت قصير من الموعد النهائي للأرباح. أبلغت إنرون بشكل سيئ عن القرض المرحلي باعتباره بيعًا حقيقيًا، ثم أعادت شراء الصنادل بعد بضعة أشهر. وقد حوكم المسؤولون التنفيذيون في ميريل لينش فيما بعد وأدينوا بتهمة مساعدة إنرون في أنشطتها المحاسبية الاحتيالية.

### محاسبة القيمة العادلة
كانت المحاسبة في أعمال إنرون للغاز الطبيعي واضحة إلى حد ما، حيث أنه في كل فترة زمنية كانت الشركة تُدرج التكاليف الفعلية لتزويد الغاز والإيرادات الفعلية المتلقاة من بيعه. ومع ذلك، عندما انضم سكيلنغ إلى الشركة، طالب بأن تتبنى الأعمال التجارية المحاسبة وفق القيمة السوقية، مدعيًا أنها ستمثل «قيمة اقتصادية حقيقية».:39–42 أصبحت إنرون أول شركة غير مالية تستخدم الطريقة لحساب عقودها المعقدة طويلة الأجل. تُقدر محاسبة القيمة حسب السوق الدخل على أنه القيمة الحالية لصافي التدفق النقدي المستقبلي وذلك بمجرد توقيع عقد طويل الأجل. في كثير من الأحيان، كان من الصعب تقدير جدوى هذه العقود والتكاليف المرتبطة بها.:10 بسبب التناقضات الكبيرة بين الأرباح المُبلغ عنها والأرباح النقدية، يُقدم المستثمرون عادة تقارير كاذبة أو مضللة. بموجب هذه الطريقة، يُمكن تسجيل الدخل من المشاريع، على الرغم من أن الشركة ربما لم تتلق المال أبدًا، مع زيادة هذا الدخل للأرباح المالية على الأصول. لكن بما أنه لا يمكن تضمين الأرباح في السنوات المقبلة، كان يُلجأ إلى إدراج دخل جديد وإضافي من مشاريع جديدة وذلك لتطوير نمو إضافي لإرضاء المستثمرين.:39–42 كما ذكر أحد منافسي إنرون «إذا قمت بتسريع دخلك، فعليك الاستمرار في القيام بالمزيد والمزيد من الصفقات لإظهار نفس الدخل أو زيادة الدخل.» على الرغم من المزالق المحتملة، وافقت لجنة الأوراق المالية والبورصات الأمريكية (SEC) على طريقة المحاسبة لشركة إنرون في تداولها لعقود الغاز الطبيعي الآجلة في 30 يناير 1992.:39–42 ومع ذلك، وسعت إنرون لاحقًا استخدامها ليشمل مناطق أخرى في الشركة لمساعدتها على تلبية توقعات وول ستريت.:127
بالنسبة لعقد واحد، ففي يوليو 2000، وقعت إنرون وبلوك باستر اتفاقية لمدة 20 عامًا لتقديم الترفيه عند الطلب إلى مختلف المدن الأمريكية بحلول نهاية العام. بعد عدة مشاريع تجريبية، ادعت إنرون تحقيق أرباح تقدر بأكثر من 110 ملايين دولار من الصفقة، على الرغم من أن المحللين شككوا في الجدوى التقنية وطلب السوق للخدمة.:10 عندما فشلت الشبكة في العمل، انسحبت شركة بلوك باستر من العقد، وواصلت إنرون المطالبة بأرباح مستقبلية، على الرغم من أن الصفقة أدت إلى خسارة.

### الكيانات ذات الأغراض الخاصة
استخدمت إنرون كيانات ذات أغراض خاصة (5). اختارت الشركة الكشف عن الحد الأدنى من التفاصيل حول استخدامها «للكيانات ذات الأغراض الخاصة».:11 أُنشأت هذه الشركات الوهمية من قبل راعٍ، ولكنها موّلت من قبل مستثمرو الأسهم المستقلون وتمويل الديون. ولأغراض إعداد التقارير المالية، حددت سلسلة من القواعد ماهية الكيانات ذات الأغراض الخاصة وهل هي كيان منفصل عن الجهة الراعية. في المجموع، بحلول عام 2001  م، استخدمت إنرون مئات الكيانات ذات الأغراض الخاصة لإخفاء ديونها.:10 حيث استخدمت إنرون عددًا من الكيانات ذات الأغراض الخاصة، مثل الشراكات في ملاجئها الضريبية توماس وكوندور، وصناديق استثمار سندات الأصول المالية [الإنجليزية] (FASITs) في صفقة أباتشي (Apache)، قناة استثمار الرهن العقاري [الإنجليزية] (REMICs) في صفقة ستيل (Steel)، و REMICs وائتمان استثمارات الرهن العقاري [الإنجليزية] (REITs) في صفقة كوتشيس (Cochise).
كانت الكيانات ذات الأغراض الخاصة هي مخططات توباشي [الإنجليزية] المستخدمة لأكثر من مجرد التحايل على الأعراف المحاسبية. قللت الميزانية العمومية لشركة إنرون من إلتزاماتها وبالغت في قيمة أسهم رأس المال نتيجة لانتهاك واحد، وكانت أرباحها مبالغ فيها.:11 كشفت إنرون لمساهميها أنها تحوّطت من مخاطر التراجع في استثماراتها غير السائلة باستخدام كيانات ذات أغراض خاصة. ومع ذلك، كان المستثمرون غافلين عن حقيقة أن الكيانات ذات الأغراض الخاصة كانت تستخدم بالفعل أسهم الشركة والضمانات المالية لتمويل هذه التحوطات. أدى هذا إلى منع إنرون من الحماية من المخاطر السلبية.:11

#### جدي وتشيوكو
في عام 1993  م، أنشأت إنرون مشروعًا مشتركًا في استثمارات الطاقة مع كالبيرس، صندوق المعاشات التقاعدية لولاية كاليفورنيا، أطلق عليه اسم استثمارات تطوير الطاقة المشتركة (JEDI).:67 في عام 1997  م، طلب سكيلينغ، بصفته مدير العمليات (COO)، من كالبيرس الانضمام إلى إنرون في استثمار منفصل. كان كالبيرس مهتمًا بالفكرة، ولكن فقط بشرط التعقد معه شريكًا في JEDI.:30 ومع ذلك، لم ترغب إنرون في إظهار أي ديون من تولي حصة كالبيرس في JEDI في ميزانيتها العمومية. طور المدير المالي (CFO) فاستو كيانًا ذوالأغراض الخاصة تمثل في الشركة المحدودة، تشيوكو للاستثمارات [الإنجليزية] الأمر الذي أثار الديون التي يضمنها انرون، وكان يستخدم للحصول على حصة المشروع المشترك لصندوق كالبيرس المتمثلة في 383 مليون دولار.:11 استبعدت خسائر JEDI من الميزانية العمومية لشركة إنرون بسبب تنظيم فاستو لتشيوكو.
في خريف عام 2001  م، أُكتشفت تسوية كالبيرس وإنرون، الأمر الذي تطلب وقف طريقة المحاسبة السابقة لشركة إنرون في جدي وتشيوكو. كشف هذا الاستبعاد عن أن أرباح إنرون المعلنة من عام 1997  م إلى منتصف عام 2001  م ستحتاج إلى تخفيض بمقدار 405 ملايين دولار وأن مديونية الشركة ستزيد بمقدار 628 مليون دولار.:31

#### وايت وينغ
كان وايت وينغ اسم كيان ذي غرض خاص تستخدمه إنرون طريقةً للتمويل. في ديسمبر 1997، وبتمويل قدره 579 مليون دولار قدمته إنرون و 500 مليون دولار من مستثمر خارجي، شُكلت شركة وايت وينغ المحدودة. بعد ذلك بعامين، غُيّر نظام الكيان بحيث لم يعد يُدمج مع إنرون ولا يحتسب في الميزانية العمومية للشركة. استخدمت وايت وينغ لشراء أصول إنرون، بما في ذلك حصص في محطات الطاقة وخطوط الأنابيب والأسهم والاستثمارات الأخرى. بين عامي 1999 و 2001، اشترت وايت وينغ أصولًا من إنرون بقيمة ملياري دولار، باستخدام أسهم إنرون كضمان. ورغم أن موافقة مجلس إدارة إنرون على المعاملات فإنه لم تكن عمليات نقل الأصول مبيعات حقيقية وكان ينبغي التعامل معها على أنها قروض.

#### أل جي أم ورابتورز
في عام 1999  م، قام فاستو بصياغة شراكتين محدودتين: أل جي أم كايمان (أل جي أم 1) وأل جي أم 2 الاستثمار المشترك (أل جي أم2)، لغرض شراء أسهم وحصص إنرون ذات الأداء الضعيف لتحسين بياناتها المالية. أُنشئ كل من أل جي أم 1 و 2 فقط للعمل كمستثمر خارجي في الأسهم اللازمة للكيانات ذات الأغراض الخاصة التي كانت تستخدمها إنرون.:31 كان على فاستو المثول أمام مجلس الإدارة للحصول على إعفاء من مدونة أخلاقيات إنرون(6) من أجل إدارة الشركات.:193, 197 مُوّلت الشركتين بحوالي 390 مليون دولار قدمتها واكوفيا [الإنجليزية] وجي بي مورغان تشيس وكريدي سويس فيرست بوسطن وسيتي غروب ومستثمرون آخرون. كما ساهمت ميريل لينش، التي قامت بتسويق الأسهم، بمبلغ 22 مليون دولار لتمويل الكيانات.:31
حولت إنرون إلى «رابتور I-IV»، أربعة كيانات ذات أغراض خاصة مرتبطة بـ أل جي أم سميت على اسم فيلوسيرابتور في جراسيك بارك، أكثر من «1.2 مليار دولار من الأصول، بما في ذلك ملايين الأسهم من أسهم إنرون العادية والحقوق طويلة الأجل لشراء ملايين الأسهم الأخرى، بالإضافة إلى 150 مليون دولار من سندات إنرون المستحقة الدفع » على النحو المبين في حواشي البيانات المالية للشركة.:33  تم استخدام الكيانات ذات الأغراض الخاصة لسداد كل هذا باستخدام أدوات الدين الخاصة بالكيانات. كما أعلنت الهوامش أن المبلغ الاسمي للأدوات بلغ 1.5 مليار دولار، وأن القيمة الإسمية [الإنجليزية] للكيانات البالغ 2.1 مليار دولار قد استخدم للدخول في عقود مشتقة مع إنرون.:33
استحوذت إنرون على رابتورز وبطريقة مماثلة للمحاسبة المستخدمة عندما تصدر الشركة أسهمًا في طرح في الاكتتاب العمومي، ثم حجزت أوراق الدفع الصادرة كأصول في ميزانيتها العمومية مع زيادة حقوق المساهمين بنفس المبلغ.:38 أصبحت هذه المعالجة فيما بعد مشكلة بالنسبة لشركة إنرون ومدقق حساباتها شركة آرثر آندرسن حيث أدى إزالتها من الميزانية العمومية إلى انخفاض بقيمة 1.2 مليار دولار في صافي حقوق المساهمين.
في نهاية المطاف فقدت عقود المشتقات بقيمة 2.1 مليار دولار قيمة كبيرة.قُررت المقايضات في الوقت الذي حقق فيه سعر السهم الحد الأقصى. خلال العام التالي، انخفضت قيمة المحفظة بموجب المقايضات بمقدار 1.1 مليار دولار مع انخفاض أسعار الأسهم(7). وقد ادعت شركة إنرون، التي استخدمت أسلوب المحاسبة «محاسبة القيمة العادلة»، تحقيق مكاسب قدرها 500 مليون دولار من عقود المقايضة في تقريرها السنوي لعام 2000  م. كان المكسب مسؤولاً عن تعويض خسائر حافظة الأسهم الخاصة بها ويعزى إلى ما يقرب من ثلث أرباح إنرون لعام 2000  م(8).:39

### حوكمة الشركات
نظريًا، كان لدى إنرون مجلس إدارة نموذجي يتكون في الغالب من الغرباء مع حصص ملكية كبيرة ولجنة تدقيق موهوبة. في استعراضه لعام 2000  م لأفضل مجالس إدارة الشركات، أدرجت مجلة الرئيس التنفيذي [الإنجليزية] إنرون ضمن أفضل خمسة مجالس إدارية. حتى مع حوكمة الشركات المعقدة وشبكة الوسطاء، كانت إنرون لا تزال قادرة على «جذب مبالغ كبيرة من رأس المال لتمويل نموذج أعمال مشكوك فيه، وإخفاء أدائها الحقيقي من خلال سلسلة من المناورات المحاسبية والتمويلية، ورفع مخزونها إلى مستويات غير مستدامة.» :4

#### التعويض التنفيذي
على الرغم من أن نظام إدارة المكافآت والأداء في إنرون قد صُمم للاحتفاظ بموظفيها الأكثر قيمة ومكافأتهم، فقد ساهم النظام في ثقافة تنظيمية مختلة أصبحت مهووسة بالأرباح قصيرة الأجل لزيادة المكافآت. حاول الموظفون باستمرار بدء الصفقات، وغالبًا ما يتجاهلون جودة التدفق النقدي أو الأرباح، من أجل الحصول على تقييم أفضل لمراجعة أدائهم. بالإضافة إلى ذلك، سُجلت النتائج المحاسبية في أسرع وقت ممكن لمواكبة سعر سهم الشركة. ساعدت هذه الممارسة على ضمان حصول صانعي الصفقات والمديرين التنفيذيين على مكافآت نقدية كبيرة وخيارات الأسهم.:112
كانت الشركة تؤكد باستمرار على سعر سهمها. كوفئت الإدارة على نطاق واسع باستخدام خيارات الأسهم، على غرار الشركات الأمريكية الأخرى. دفعت سياسة المكافآت بخيارات الأسهم هذه الإدارة إلى خلق توقعات للنمو السريع في الجهود المبذولة لإعطاء مظهر الأرباح المبلغ عنها لتلبية توقعات وول ستريت. كان شريط الأسهم موجودًا في الردهات والمصاعد وأجهزة الكمبيوتر الخاصة بالشركة.:187 في اجتماعات الميزانية، قام سكيلينغ بتطوير الأرباح المستهدفة من خلال طرح السؤال «ما الأرباح التي تحتاجها للحفاظ على ارتفاع سعر سهمنا؟» وسيُستخدم هذا الرقم، حتى لو لم يكن ذلك ممكنًا.:127في 31 ديسمبر 2000، كان لدى إنرون 96 مليون سهم قائمة خطط خيار الأسهم [الإنجليزية] أي حوالي 13٪ من الأسهم العادية القائمة. وذكر بيان توكيل شركة إنرون أنه في غضون ثلاث سنوات، كان من المتوقع استعمال هذه الجوائز.:13 باستخدام سعر سهم إنرون في يناير 2001 البالغ 83.13 دولارًا والملكية المستفيدة للمديرين المبلغ عنها في وكالة 2001، كانت قيمة ملكية أسهم المدير 659 مليون دولار للاي و 174 مليون دولار لسليكينغ.
يعتقد سكيلنغ أنه إذا كان الموظفون قلقين باستمرار بشأن التكلفة، فإن ذلك سيعيق التفكير الأصلي.:119 ونتيجة لذلك، تفشى الإنفاق الباهظ في جميع أنحاء الشركة، وخاصة بين المديرين التنفيذيين. كان لدى الموظفين حسابات نفقات كبيرة وكان العديد من المديرين التنفيذيين يتقاضون رواتب ضعف ما يحصل عليه المنافسون.:401 في عام 1998  م، تلقى أعلى 200 موظف أجراً 193 مليون دولار من الرواتب والمكافآت والأسهم. بعد عامين، قفز الرقم إلى 1.4 مليار دولار.:241

#### إدارة المخاطر
قبل الفضيحة، أُشيد بإنرون لأدواتها المتطورة في إدارة المخاطر المالية. كانت إدارة المخاطر أمرًا بالغ الأهمية لشركة إنرون ليس فقط بسبب بيئتها التنظيمية، ولكن أيضًا بسبب خطة أعمالها. أنشأت إنرون التزامات ثابتة طويلة الأجل تحتاج إلى التحوط للاستعداد للتقلبات الثابتة لأسعار الطاقة المستقبلية. يُعزى انهيار شركة إنرون بإفلاسها إلى استخدامها المتهور للمشتقات والكيانات ذات الأغراض الخاصة. من خلال التحوط من المخاطر مع الكيانات ذات الأغراض الخاصة التي تمتلكها، احتفظت إنرون بالمخاطر المرتبطة بالمعاملات. هذا الترتيب جعل إنرون تنفذ عمليات التحوط بنفسها.
لم تُخفى ممارسات المحاسبة الصارمة لشركة إنرون عن مجلس الإدارة، كما علمت بذلك لاحقًا لجنة فرعية بمجلس الشيوخ. أُبلغ مجلس الإدارة بالأساس المنطقي لاستخدام معاملات وايت وينغ وأل جي أم ورابتور، وبعد الموافقة عليها، تلقى تحديثات الحالة بشأن عمليات الكيانات. على الرغم من أنه لم يُكشف عن جميع ممارسات المحاسبة غير السليمة المنتشرة في إنرون لمجلس الإدارة، إلا أن هذه الممارسات كانت تعتمد على قرارات مجلس الإدارة. على الرغم من أن إنرون اعتمدت بشكل كبير على المشتقات في أعمالها، لم يكن لدى اللجنة المالية للشركة ومجلس الإدارة خبرة كافية في المشتقات لفهم ما قيل لهم. جادلت اللجنة الفرعية لمجلس الشيوخ بأنه لو كان هناك فهم مفصل لكيفية تنظيم المشتقات، لكان المجلس قد منع استخدامها.

#### التدقيق المالي
اتُهمت شركة آرثر أندرسن، مدقق حسابات إنرون، بتطبيق معايير متهورة في عمليات تدقيقها بسبب تعارض المصالح حول رسوم الاستشارات الكبيرة التي تمنحها إنرون. خلال عام 2000  م، حصلت آرثر أندرسن على 25 مليون دولار من أتعاب التدقيق و27 مليون دولار من أتعاب الاستشارات(9). طُرح تساؤل حول أساليب المدقق حيث تم الانتهاء منها فقط لتلقي أتعابه السنوية أو بسبب افتقارها للخبرة في المراجعة الصحيحة للتعرف على إيرادات إنرون والكيانات الخاصة والمشتقات والممارسات المحاسبية الأخرى.:15
استأجرت إنرون العديد من المحاسبين القانونيين المعتمدين (CPAs) بالإضافة إلى المحاسبين الذين عملوا على تطوير قواعد المحاسبة مع مجلس معايير المحاسبة المالية (FASB). بحث المحاسبون عن طرق جديدة لتوفير أموال الشركة، بما في ذلك الاستفادة من الثغرات الموجودة في مبادئ المحاسبة المقبولة عمومًا (GAAP) من معايير صناعة المحاسبة. كشف أحد المحاسبين في إنرون «لقد حاولنا بقوة استخدام الأدبيات [GAAP] لصالحنا. كل القواعد تخلق كل هذه الفرص. وصلنا إلى حيث وصلنا لأننا استغلنا هذا الضعف».:142
تعرض مدققي أندرسن لضغوط من إدارة إنرون لتأجيل الاعتراف بالرسوم من الكيانات ذات الأغراض الخاصة حيث أصبحت مخاطر الائتمان معروفة. نظرًا لأن الكيانات لن تُعيد أبدًا ربحًا، فإن الإرشادات المحاسبية تتطلب أن تقوم إنرون بشطب قيمة الكيان، حيث تمت إزالة قيمة الكيان من الميزانية العمومية بخسارة. للضغط على أندرسن لتحقيق توقعات أرباح إنرون، سمحت إنرون أحيانًا لشركات المحاسبة إرنست ويونغ أو برايس ووترهاوس كوبرز بإكمال المهام المحاسبية لخلق وهم الاستعانة بشركة جديدة لتحل محل أندرسن.:148 على الرغم من أن أندرسن كان مجهزًا بضوابط داخلية للحماية من تضارب الحوافز للشركاء المحليين، إلا أنه فشل في منع تعارض المصالح. في إحدى الحالات، كان مكتب أندرسن في هيوستن، الذي أجرى تدقيق إنرون، قادرًا على نقض أي مراجعات نقدية لقرارات إنرون المحاسبية من قبل شريك أندرسن في شيكاغو. بالإضافة إلى ذلك، بعد الإعلان عن أخبار تحقيقات هيئة الأوراق المالية والبورصات الأمريكية بشأن إنرون، قامت أندرسن لاحقًا بإتلاف عدة أطنان من المستندات ذات الصلة وحذف ما يقرب من 30 ألف رسالة بريد إلكتروني وملفات كمبيوتر، مما تسبب في اتهامات بالتستر.:15:383
أدت الاكتشافات المتعلقة بأداء أندرسن العام إلى تفكك الشركة، وإلى التقييم التالي من قبل لجنة الصلاحيات(10): «الأدلة المتاحة لنا تشير إلى أن أندرسن لم تقم بمسؤولياتها المهنية فيما يتعلق بعمليات تدقيقها للبيانات المالية لشركة إنرون، أو التزامها بلفت انتباه مجلس إدارة إنرون (أو لجنة التدقيق والامتثال) بشأن العقود الداخلية لشركة إنرون بشأن المعاملات مع الأطراف ذات الصلة».

#### لجنة التدقيق
عادة ما تجتمع لجان تدقيق الشركات بضع مرات خلال العام، وعادة ما يكون لأعضائها خبرة متواضعة في المحاسبة والتمويل. تتمتع لجنة التدقيق في إنرون بخبرة أكثر من غيرها، وقد تضمنت:
- روبرت ك.جاديك [الإنجليزية]، أستاذ المحاسبة في جامعة ستانفورد والعميد السابق لكلية ستانفورد للأعمال [الإنجليزية]
- جون مندلسون، رئيس مركز إم دي أندرسون للسرطان بجامعة تكساس
- باولو بيريرا، الرئيس والمدير التنفيذي السابق لبنك ولاية ريو دي جانيرو في البرازيل
- جون ويكهام، وزير الدولة البريطاني السابق للطاقة [الإنجليزية] والسكرتير البرلماني للخزانة [الإنجليزية].
- روني تشان، رئيس مجلس إدارة هونج كونج قالب:ولإو
- ويندي غرام [الإنجليزية]، الرئيس السابق للجنة تداول السلع الآجلة الأمريكية

تعرضت لجنة التدقيق في إنرون لاحقًا لانتقادات بسبب اجتماعاتها القصيرة التي غطت كميات كبيرة من المواد. في اجتماع واحد في 12 فبراير 2001، اجتمعت اللجنة لمدة ساعة ونصف. لم يكن لدى لجنة التدقيق في إنرون المعرفة الفنية لاستجواب المدققين بشكل صحيح حول القضايا المحاسبية المتعلقة بالكيانات ذات الأغراض الخاصة للشركة. كما لم تتمكن اللجنة من استجواب إدارة الشركة بسبب الضغوط على اللجنة.:14 اتهمت اللجنة الفرعية الدائمة للتحقيقات التابعة لمجلس الشيوخ الأمريكي في تقرير لجنة الشؤون الحكومية أعضاء مجلس الإدارة بالسماح لتعارض المصالح بعرقلة واجباتهم كمراقبة الممارسات المحاسبية للشركة. عندما أصبحت فضيحة إنرون علنية، أُخذ تضارب المصالح للجنة التدقيق بعين الارتياب.

#### التحليلات الأخلاقية والسياسية
عزا المعلقون سوء الإدارة وراء سقوط إنرون إلى مجموعة متنوعة من الأسباب الأخلاقية والسياسية والاقتصادية. تركزت التفسيرات الأخلاقية على الجشع والغطرسة التنفيذية، والافتقار إلى المسؤولية الاجتماعية للشركات، وأخلاقيات الموقف، والبراغماتية في الأعمال. استشهدت التفسيرات السياسية والاقتصادية بإلغاء القيود بعد السبعينيات، وعدم كفاية الموظفين والتمويل للإشراف التنظيمي. أكد تحليل أكثر تحرراً أن انهيار إنرون نتج عن اعتماد الشركة على الضغط السياسي، والسعي وراء الريع، والتلاعب باللوائح.

### قضايا محاسبية أخرى
اعتادت إنرون على حجز تكاليف المشاريع الملغاة كأصول، مع مبرر عدم وجود خطاب رسمي يذكر أن المشروع قد أُلغي. عُرفت هذه الطريقة باسم «كرة الثلج»، وعلى الرغم من أنه كان من المفترض في البداية أن تستخدم هذه الممارسات فقط لمشاريع تقل قيمتها عن 90 مليون دولار، إلا أنها مست لاحقًا مشاريع تصل قيمتها 200 مليون دولار.:77
في عام 1998  م، عندما قام المحللون بجولة في مكتب خدمات الطاقة إنرون، تأثروا بالطريقة التي كان يعمل بها الموظفون بنشاط. في الواقع، نقل سكيلنغ موظفين آخرين إلى المكتب من إدارات أخرى حيث تطلب منهم التظاهر بالعمل الجاد لخلق مظهر أن القسم كان أكبر مما كان عليه. :179–180 استخدمت هذه الحيلة عدة مرات لخداع المحللين بشأن التقدم في مجالات مختلفة من إنرون للمساعدة في تحسين سعر السهم.

### المشاريع التجارية المضاربة
كان قسم أزوريكس في إنرون، المقرر طرحه للاكتتاب العمومي، قد خطط في البداية لتقديم عطاءات تتراوح بين 321 مليون دولار و353 مليون دولار للحصول على حقوق تشغيل خدمات نظام المياه في المناطق المحيطة ببوينس آيرس. كان هذا العرض عالي لما نصحت به مجموعة إنرون لتقييم المخاطر والرقابة. ولكن مع تزايد حدة الضغط للمزايدة على الجميع والفوز بالصفقة مع اقتراب الاكتتاب العمومي الأولي، قرر التنفيذيون في أزوريكس رفع عروضهم. لقد قاموا في النهاية بتقديم عرض بقيمة 438.6 دولارًا أمريكيًا، والذي تبين أنه يمثل ضعف سعر أعلى عرض مختوم. ولكن عندما وصل مديرو إنرون التنفيذيون إلى المنشآت الأرجنتينية، وجدوها في حالة من الفوضى، مع تدمير جميع سجلات العملاء.

## التسلسل الزمني للانهيار
في 20 سبتمبر 2000، كتب مراسل في مكتب صحيفة وول ستريت جورنال في دالاس قصة حول كيف أصبحت محاسبة القيمة العادلة سائدة في صناعة الطاقة. وأشار إلى أن الغرباء ليس لديهم طريقة حقيقية لمعرفة الافتراضات التي تستند إليها الشركات التي تستخدم أسلوب التسويق في السوق على أساس أرباحها. بينما ظهرت فقط في صحيفة تكساس جورنال، طبعة تكساس الإقليمية من المجلة، وصادف جيمس تشانوس [الإنجليزية] البائع المكشوف أن طالع المقال وقرر التحقق من تقرير إنرون كي-10 [الإنجليزية] بنفسه. لم يعتقد أنه من المنطقي أن تبدو وحدة النطاق العريض في إنرون وكأنها تفوق بكثير صناعة النطاق العريض المضطربة آنذاك. كما لاحظ أن الشركة كانت تنفق الكثير من رأس مالها المستثمر، وكان منزعجًا من الكميات الكبيرة من الأسهم التي يبيعها المطلعون. في تشرين الثاني/ نوفمبر 2000، قرر بيع أسهم إنرون.:334–338
في فبراير 2001، قال كبير مسؤولي المحاسبة ريك كوزي لمديري الميزانية: «من وجهة نظر محاسبية، سيكون هذا العام الأسهل لنا على الإطلاق. لدينا 2001 في الحقيبة». :299 في 5 مارس، تساءلت بيثاني ماكلين في مقال لها بعنوان «هل إنرون مبالغ فيها؟» نُشر في مجلة فورتشن كيف يمكن أن تحافظ إنرون على قيمة أسهمها المرتفعة، والتي تُتداول بما يعادل 55 ضعف أرباحها. وقالت إن المحللين والمستثمرين لا يعرفون بالضبط كيف تجني إنرون الأموال. انجذبت ماكلين لأول مرة إلى الوضع المالي للشركة بعد أن اقترحت تشانوس أن ترى الشركة كي-10 بنفسها.:338 في مقابلة أجرتها معها صحيفة واشنطن بوست بعد الفضيحة، تذكر ماكلين العثور على «معاملات غريبة»، و «تدفق نقدي غير منتظم»، و «ديون ضخمة». كان الدين أكبر علامة حمراء على ماكلين. وتساءلت كيف يمكن لشركة يفترض أنها مربحة أن «تضيف الديون بمثل هذا المعدل السريع.»  في وقت لاحق، في كتابها، أذكى الرجال في الغرفة، ذكرت حديثها غير الرسمي مع عدد من الأشخاص في مجتمع الاستثمار الذين كانوا يشككون في إنرون. :338
اتصلت ماكلين هاتفياً بسكيلنغ لمناقشة النتائج التي توصلت إليها قبل نشر المقالة، لكنه وصفها بأنها «غير أخلاقية» لأنها لم تبحث عن الشركة بشكل صحيح. نقل فاستو عن اثنين من مراسلي فورتشن أن إنرون لم تستطع الكشف عن تفاصيل الأرباح لأن الشركة لديها أكثر من 1200 دفترتداول لسلع متنوعة وفعلت «...لا أريد أن يعرف أي شخص ما في تلك الدفاتر. لا نريد إخبار أي شخص بمكان جني الأموال ».
في مؤتمر عبر الهاتف في 17 أبريل 2001، هاجم الرئيس التنفيذي (CEO) سكيلنغ لفظيًا محلل وول ستريت ريتشارد جروبمان، الذي شكك في ممارسة المحاسبة غير العادية لشركة إنرون خلال مكالمة جماعية مسجلة. عندما اشتكى جروبمان من أن إنرون كانت الشركة الوحيدة التي لم تتمكن من إصدار ميزانية عمومية إلى جانب بيانات أرباحها، تلعثم سكيلنغ «حسنًا أه. . . شكرا جزيلا لك، نحن نقدر ذلك. . . أهبل. »  أصبحت هذه مزحة داخلية بين العديد من موظفي إنرون، حيث يسخرون من جروبمان بسبب تدخله المتصور بدلاً من هجوم سكيلنغ، مع شعارات مثل «اسأل لماذا، أهبل»، وهو بديل في شعار إنرون الرسمي «اسأل لماذا». ومع ذلك، فقد قوبل تعليق سكيلينج بالاستياء والدهشة من قبل الصحافة والجمهور، حيث كان قد ازدري سابقًا انتقاد إنرون ببرود أو بروح الدعابة.
بحلول أواخر التسعينيات من القرن الماضي، كان تداول سهم إنرون مقابل 80-90 دولارًا للسهم الواحد، وبدا أن القليل منهم يهتم بغموض الإفصاحات المالية للشركة. في منتصف تموز/ يوليو 2001، أعلنت شركة إنرون عن إيرادات بلغت 50.1 مليار دولار، أي ما يقرب من ثلاثة أضعاف منذ بداية العام، وتفوقت على تقديرات المحللين بثلاثة سنتات للسهم. على الرغم من ذلك، ظل هامش ربح إنرون عند متوسط متواضع يبلغ حوالي 2.1٪، وانخفض سعر سهمها بأكثر من 30٪ منذ نفس الربع من عام 2000 
مع مرور الوقت، واجهت الشركة عددًا من المخاوف الجادة. واجهت إنرون مؤخرًا العديد من التحديات التشغيلية الخطيرة، وهي الصعوبات اللوجستية في تشغيل وحدة تجارة اتصالات النطاق العريض الجديدة، والخسائر الناتجة عن إنشاء مشروع دبهول للطاقة [الإنجليزية]، وهي محطة طاقة كبيرة تعمل بالغاز في الهند والتي كانت غارقة في الجدل منذ البداية فيما يتعلق لتسعيرها المرتفع والرشوة على أعلى مستوى. أُكد ذلك لاحقًا في تحقيق مجلس الشيوخ عام 2002. كان هناك أيضًا انتقادات متزايدة للشركة للدور الذي لعبته شركتها الفرعية إنرون Energy Services في أزمة الكهرباء في كاليفورنيا في 2000-2001 [الإنجليزية].
في 14 أغسطس، أعلن سكيلنغ أنه سيستقيل من منصبه رئيسًا تنفيذيًا بعد ستة أشهر فقط معللًا ذلك بأسباب شخصية لاحظ المراقبون أنه في الأشهر التي سبقت خروجه، باع سكيلنغ ما لا يقل عن 450 ألف سهم(11) من إنرون بقيمة حوالي 33 مليون دولار. ومع ذلك، أكد لاي، الذي كان يشغل منصب رئيس مجلس الإدارة في إنرون، مراقبي السوق مندهشًا أنه لن يكون هناك «تغيير في أداء الشركة أو توقعاتها للمضي قدمًا» منذ رحيل سكيلنغ. أعلن لاي أنه هو نفسه سيعيد تولي منصب الرئيس التنفيذي.
في 15 أغسطس، أرسل شيرون واتكينز [الإنجليزية]، نائب الرئيس لتطوير الشركات، خطابًا مجهولاً إلى لاي يحذره من الممارسات المحاسبية للشركة. وجاء في بيان في الرسالة: «أنا متوتر بشكل لا يصدق لأننا سوف ننهار في موجة من الفضائح المحاسبية». اتصل واتكينز بصديق يعمل مع آرثر أندرسن وقام بصياغة مذكرة لإعطاء شركاء التدقيق حول النقاط التي أثارها.
في 22 أغسطس، التقى واتكينز بشكل فردي مع لاي وأعطاه خطابًا من ست صفحات يشرح فيه قضايا إنرون المحاسبية. استجوبه لاي عما إذا كان قد أخبر أي شخص خارج الشركة ثم تعهد بمراجعة شركة فينسون وإلكينز [الإنجليزية] للمحاماة التابعة للشركة، على الرغم من أنه جادل بأن الاستعانة بمكتب المحاماة من شأنه أن يؤدي إلى تعارض في المصالح.:357 تشاور لاي مع المديرين التنفيذيين الآخرين، وعلى الرغم من أنهم أرادوا إقالة واتكينز(12)، فقد قرروا عدم رفع دعوى قضائية.:358
في 15 أكتوبر، أعلنت شركة فينسون وإلكينز أن إنرون لم ترتكب أي خطأ في ممارساتها المحاسبية حيث وافقت أندرسن على كل إصدار.

### تراجع ثقة المستثمرين
بحلول نهاية أغسطس 2001، استمرت قيمة أسهم الشركة في الانخفاض، وعين لاي جريج واللي، رئيسًا ومديرًا للعمليات في إنرون لخدمات البيع بالجملة، ليخلف سكيلنغ رئيسًا ومديرًا للعمليات للشركة بأكملها. كما عين مارك فريفيرت نائبًا للرئيس، وعيّن والي وفريفيرت في مناصب في مكتب الرئيس. اقترح بعض المراقبين أن مستثمري إنرون كانوا في حاجة ماسة إلى الطمأنينة، ليس فقط لأن عمل الشركة كان صعب الفهم (13) ولكن أيضًا لأنه كان من الصعب وصف الشركة بشكل صحيح في البيانات المالية. وذكر أحد المحللين أنه «من الصعب حقًا على المحللين تحديد أين تجني [إنرون] المال في ربع معين وأين يخسرون المال». وافق لاي على أن عمل إنرون كان معقدًا للغاية، لكنه أكد أن المحللين «لن يحصلوا على كل المعلومات التي يريدونها» لإرضاء فضولهم. وأوضح أيضًا أن تعقيد الأعمال يرجع إلى حد كبير إلى الاستراتيجيات الضريبية والتحوط من الموقف. يبدو أن جهود لاي حققت نجاحًا محدودًا؛ بحلول 9 سبتمبر، أشار أحد مديري صناديق التحوط البارزين إلى أن «سهم [إنرون] يتم تداوله في ظل سحابة.» أدى رحيل سكيلنغ المفاجئ إلى جانب غموض دفاتر المحاسبة الخاصة بشركة إنرون إلى صعوبة التقييم المناسب لوول ستريت. بالإضافة إلى ذلك، اعترفت الشركة باستخدام «المعاملات مع الأطراف ذات الصلة» مرارًا وتكرارًا، والتي يخشى البعض من استخدامها بسهولة بالغة في تحويل الخسائر التي قد تظهر بخلاف ذلك في الميزانية العمومية لشركة إنرون. كان أحد الجوانب المقلقة بشكل خاص في هذه التقنية هو أن العديد من الكيانات «ذات الصلة» كانت أو كانت تحت سيطرة المدير المالي فاستو.
بعد هجمات 11 سبتمبر، تحول اهتمام وسائل الإعلام بعيدًا عن الشركة ومشاكلها. بعد أقل من شهر بقليل، أعلنت إنرون عزمها على بدء عملية بيع أصولها ذات الهامش المنخفض لصالح أعمالها الأساسية في تجارة الغاز والكهرباء. تضمنت هذه السياسة بيع بورتلاند جنرال إلكتريك [الإنجليزية] إلى مرفق آخر في ولاية أوريغون، نورث ويست ناتشورال غاز [الإنجليزية]، مقابل 1.9 مليار دولار نقدًا ومخزونًا، وربما بيع حصتها البالغة 65 ٪ في مشروع دابهول في الهند.

### إعادة هيكلة الخسائر والتحقيق من قِبَلهيئة الأوراق المالية والبورصات الأمريكية SEC
في 16 أكتوبر 2001، أعلنت إنرون أن إعادة صياغة بياناتها المالية للأعوام 1997 – 2000 م كانت ضرورية لتصحيح الانتهاكات المحاسبية. أدت التعديلات المعدلة للفترة إلى خفض الأرباح بمقدار 613 مليون دولار(14)، وزيادة المطلوبات في نهاية عام 2000  م بمقدار 628 مليون دولار(15)، وانخفاض حقوق الملكية في نهاية عام 2000 بمقدار 1.2 مليار دولار(16). :11 بالإضافة إلى ذلك، في يناير، أكد جيف سكلينغ أن وحدة النطاق العريض وحدها تبلغ قيمتها 35 مليار دولار، وهو ادعاء غير موثوق به أيضًا. قال محلل في ستاندرد آند بورز، «لا أعتقد أن أي شخص يعرف قيمة عملية النطاق العريض.» 
زعم فريق إدارة إنرون أن الخسائر كانت في الغالب بسبب خسائر الاستثمار، إلى جانب رسوم مثل حوالي 180 مليون دولار من الأموال التي أُنفاقت على إعادة هيكلة وحدة تداول النطاق العريض للشركة المتعثرة. في بيان، قال لاي: «بعد مراجعة شاملة لأعمالنا، قررنا أن نتحمل هذه الرسوم لإزالة المشكلات التي أثرت على الأداء والأرباح المحتملة لأعمالنا الأساسية في مجال الطاقة.»  شعر بعض المحللين بالقلق. أكد ديفيد فلايشر في غولدمان ساكس، المحلل الذي وُصف سابقًا بأنه «أحد أقوى مؤيدي الشركة» أن إدارة إنرون «..فقدوا مصداقيتهم وعليهم توبيخ أنفسهم. إنهم بحاجة إلى إقناع المستثمرين بأن هذه الأرباح حقيقية، وأن الشركة حقيقية وأن النمو سيتحقق.»
كشف فاستو لمجلس إدارة إنرون في 22 أكتوبر أنه حصل على 30 مليون دولار من ترتيبات التعويض عند إدارة شراكات محدودة في أل جي أم. في ذلك اليوم، انخفض سعر سهم إنرون إلى 20.65 دولارًا، بانخفاض قدره 5.40 دولارًا في يوم واحد، بعد إعلان لجنة الأوراق المالية والبورصات أنها تحقق في العديد من الصفقات المشبوهة التي أبرمتها شركة إنرون، واصفة إياها بأنها «بعض أكثر المعاملات غموضًا مع المطلعين على الإطلاق». في محاولة لشرح رسوم المليار دولار وتهدئة المستثمرين، تحدثت إفصاحات إنرون عن «ترتيبات طوق بلا تكلفة لتسوية الأسهم» و «أدوات مشتقة قضت على الطبيعة الاحتمالية للعقود الآجلة المقيدة الحالية» والاستراتيجيات التي عملت على «التحوط من بعض الاستثمارات التجارية و أصول أخرى ». تركت مثل هذه العبارات المحيرة العديد من المحللين يشعرون بالجهل حول كيفية إدارة إنرون لأعمالها. وفيما يتعلق بتحقيق لجنة الأوراق المالية والبورصات، قال رئيس مجلس الإدارة والمدير التنفيذي لاي: «سنتعاون بشكل كامل مع لجنة الأوراق المالية والبورصات ونتطلع إلى فرصة وضع حد لأي قلق بشأن هذه المعاملات».
بعد يومين، في 25 أكتوبر، أقيل فاستو من منصب المدير المالي، على الرغم من تأكيدات لاي في اليوم السابق بأنه ومجلس الإدارة يثقون به. في إعلانه عن طرد فاستو، قال لاي: «في مناقشاتي المستمرة مع المجتمع المالي، أصبح من الواضح لي أن استعادة ثقة المستثمرين تتطلب منا استبدال آندي بصفته المدير المالي.»  جاءت هذه الخطوة بعد رفض العديد من البنوك إصدار قروض لشركة إنرون طالما ظل فاستو المدير المالي. ومع ذلك، مع مغادرة كل من سكيلنغ وفاستو الآن، يخشى بعض المحللين من أن الكشف عن ممارسات الشركة سيكون أكثر صعوبة. صار تداول سهم إنرون في هذه الفترة عند 16.41 دولارًا، بعد أن فقد نصف قيمته في أكثر من أسبوع بقليل.
خلف جيف مكماهون، رئيس الأسواق الصناعية، فاستو في منصب المدير المالي. كانت مهمته الأولى هي التعامل مع أزمة السيولة. في اليوم السابق، اكتشفت إنرون أنها غير قادرة على ترحيل أوراقها التجارية، مما أدى إلى فقدان الوصول إلى عدة مليارات من الدولارات في التمويل. واجهت الشركة في الواقع صعوبة في بيع أوراقها التجارية لمدة أسبوع، لكنها الآن غير قادرة على بيع الأوراق بين عشية وضحاها. في 27 أكتوبر، بدأت الشركة في إعادة شراء جميع أوراقها التجارية، التي تقدر قيمتها بنحو 3.3 مليار دولار، في محاولة لتهدئة مخاوف المستثمرين بشأن عرض إنرون النقدي. قامت إنرون بتمويل إعادة الشراء من خلال استنفاد خطوط الائتمان الخاصة بها في العديد من البنوك. في حين كان تقدير ديون الشركة لا يزال يعتبر من الدرجة الاستثمارية، كانت سنداتها تتداول عند مستويات أقل قليلاً، مما جعل المبيعات المستقبلية إشكالية. سرعان ما تبين أن فاستو كان يركز بشدة على إنشاء أدوات خارج الميزانية العمومية لدرجة أنه تجاهل بعضًا من أكثر الجوانب بدائيةً في تمويل الشركات. اكتشف مكماهون و «فريق سوات المالي» معًا لإيجاد طريقة للخروج من الأزمة النقدية أن فاستو لم يطور أبدًا إجراءات لتتبع النقد أو استحقاقات الديون. لجميع المقاصد والأغراض، كانت إنرون في حالة اللاسيولة.
مع اقتراب الشهر من نهايته، أثار بعض المراقبين مخاوف جدية بشأن تلاعب إنرون المحتمل بقواعد المحاسبة المقبولة؛ ومع ذلك، زُعم أن التحليل مستحيل بناءً على المعلومات غير الكاملة التي قدمتها إنرون. خشي محللو الصناعة أن تكون إنرون هي شركة إدارة رأس المال طويلة الأجل، وهي صندوق التحوط الذي هدد إفلاسه في عام 1998 بالفشل النظامي للأسواق المالية الدولية. أثار الحضور الهائل لشركة إنرون قلق البعض بشأن عواقب الإفلاس المحتمل للشركة. قبل التنفيذيون في إنرون الأسئلة المكتوبة فقط.

### تخفيض التصنيف الائتماني
يبدو أن الخطر الرئيسي قصير الأجل على بقاء إنرون في نهاية أكتوبر 2001 هو تصنيفها الائتماني. وأفيد في ذلك الوقت أن موديز وفيتش، وهما اثنتان من أكبر ثلاث وكالات تصنيف ائتماني، قد حددتا إنرون للمراجعة لاحتمال خفض التصنيف الائتماني. مثل هذا التخفيض من شأنه أن يجبر إنرون على إصدار ملايين الأسهم من الأسهم لتغطية القروض التي ضمنتها، مما سيقلل من قيمة المخزون الحالي بشكل أكبر. بالإضافة إلى ذلك، بدأت جميع أنواع الشركات في مراجعة عقودها الحالية مع إنرون، لا سيما على المدى الطويل، في حال خُفّض تصنيف إنرون إلى ما دون درجة الاستثمار، وهو عائق محتمل للمعاملات المستقبلية.

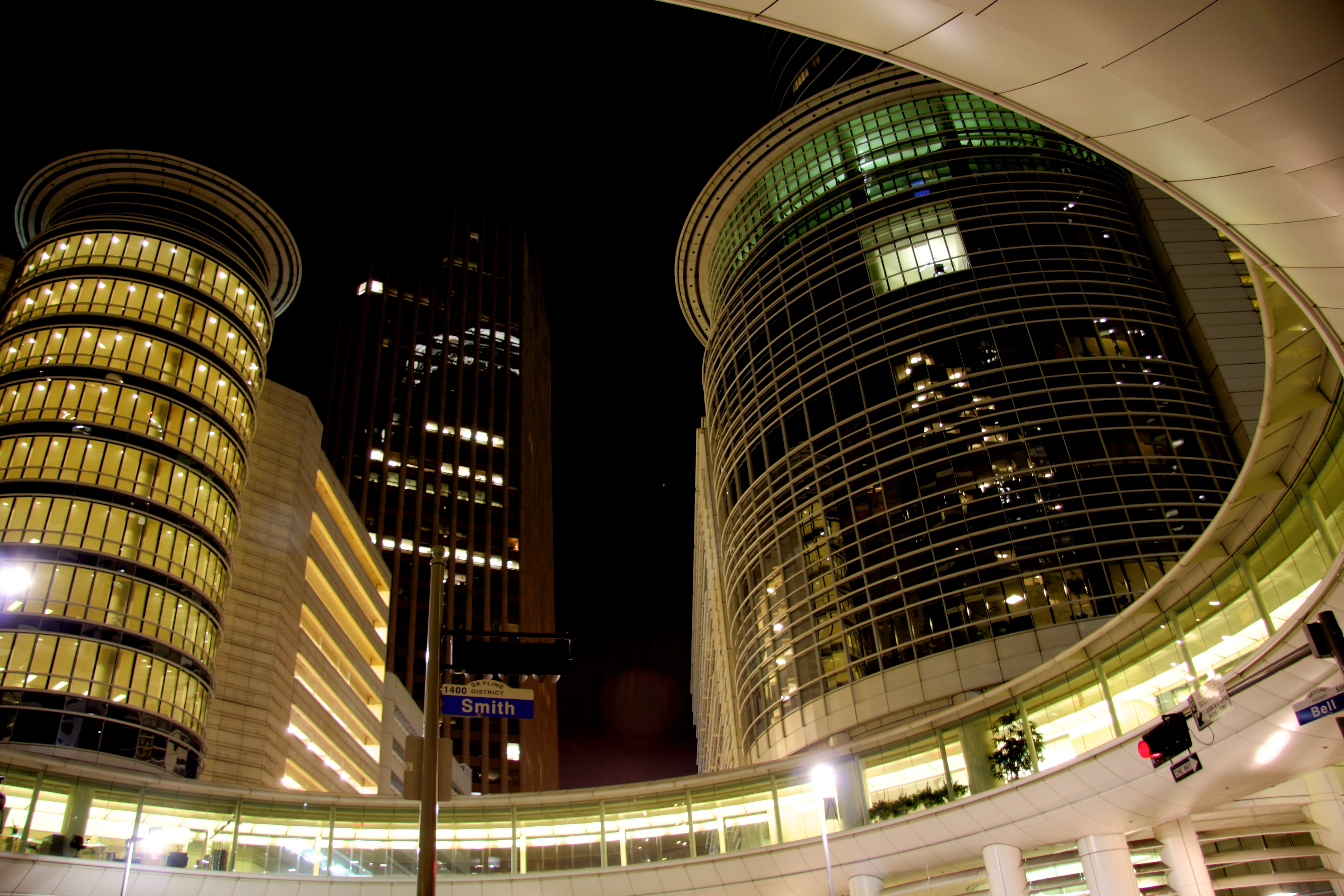
تم تأجير المقر الرئيسي لشركة إنرون في وسط مدينة هيوستن من مجموعة من البنوك التي اشترت العقار مقابل 285 مليون دولار في التسعينيات. تم بيعها مقابل 55.5 مليون دولار، قبل خروج إنرون في عام 2004 مباشرة.

## الهوامش
- 1 : من خلال استخدام الثغرات المحاسبية، والكيانات ذات الأغراض الخاصة [الإنجليزية]، وضعف التقارير المالية
- 2 : دون اقتطاع الفوائد والضرائب
- 3 : المحاسبة على أساس القيمة السوقية، الذي تضخم في ذلك الوقت
- 4 : حيث تُسجل رسوم التداول أو السمسرة فقط كإيرادات
- 5 : شراكات محدودة أو شركات تم إنشاؤها لتحقيق غرض مؤقت أو محدد لتمويل أو إدارة المخاطر المرتبطة بأصول محددة.
- 6 : لأنه كان يحمل لقب المدير المالي [80]
- 7 : تعني خسارة القيمة أن الكيانات ذات الأغراض الخاصة تدين الآن من الناحية الفنية لشركة إنرون بقيمة 1.1 مليار دولار من العقود.
- 8 : قبل إعادة بيانه بشكل صحيح في عام 2001  م.
- 9 : يمثل هذا المبلغ ما يقرب من 27٪ من أتعاب التدقيق للعملاء العموميين لمكتب آرثر أندرسن في هيوستن.
- 10 : وهي اللجنة التي عينها مجلس إدارة إنرون للنظر في محاسبة الشركة في أكتوبر 2001
- 11 : مع أنه كان لا يزال يمتلك أكثر من مليون سهم حتى تاريخ مغادرته.
- 12 : لأن قانون تكساس لم يحمي المبلغين عن مخالفات الشركة.
- 13 : حتى أنه «غير قابل للفهم».[69]
- 14 : 23٪ من الأرباح المعلنة خلال الفترة.
- 15 : 6٪ من المسؤوليات المبلغ عنها و5.5٪ من حقوق الملكية.
- 16 : 10٪ من حقوق الملكية المعلنة.